# Labyrinth (banda sonora)
Labyrinth es una banda sonora de David Bowie y Trevor Jones, lanzada en vinilo, casete y CD en 1986 para la película Labyrinth. Fue el segundo de tres discos de banda sonora en el que Bowie tuvo un papel importante, siguiendo a Christiane F. y precediendo a The Buddha of Suburbia. El álbum presenta la música instrumental de Trevor Jones, que se divide en seis pistas para la banda sonora: "Into the Labyrinth", "Sarah", "Hallucination", "The Goblin Battle", "Thirteen O'Clock" y "Home at Last".

## Antecedentes
Bowie se había acercado [a Jim Henson] para participar en la filmación en 1983 durante su Serious Moonlight Tour cuando vio los primeros diseños de la película y un video de The Dark Crystal. Bowie había querido hacer música para una película de niños y vio esto como su oportunidad. Bowie grabó cinco canciones para la película: "Underground", "Magic Dance", "Chilly Down", "As the World Falls Down" y "Within You". "Underground" aparece en la banda sonora dos veces, primero en una versión editada que se reprodujo en la secuencia de apertura de la película y luego en su versión completa. "Underground" fue lanzada en varios territorios como un sencillo, y en ciertos mercados también fue lanzada en versión instrumental y como un remix bailable extendido. "Magic Dance" fue lanzada como un sencillo de 12'' en los EE.UU. "As the World Falls Down" inicialmente fue pensada para ser lanzada como el siguiente sencillo después de "Underground" en Navidad en 1986, pero este plan no se materializó. La única canción en la que Bowie no interpretó la voz principal es "Chilly Down", que fue interpretada por Charles Augins, Richard Bodkin, Kevin Clash y Danny John-Jules, los actores que dieron voz a las criaturas de "Fire Gang" en la película.

## Promoción
Steve Barron produjo los videos musicales promocionales para "Underground" y "As the World Falls Down". El video musical de "Underground" presenta a Bowie como un cantante de un club nocturno que se topa con el mundo de Labyrinth, encontrándose con muchas de las criaturas que se ven en la película. El clip de "As the World Falls Down" integra clips de la película, usándolos junto con tomas en blanco y negro de Bowie interpretando la canción en una habitación elegante.

## Lista de canciones
Lado A

| N.º | Título                                                           | Escritor(es) | Duración |  |
| 1.  | «Opening Titles Including Underground» (Música por Trevor Jones) | David Bowie  | 3:21     |  |
| 2.  | «Into the Labyrinth»                                             | Trevor Jones | 2:12     |  |
| 3.  | «Magic Dance» (Editada a 4:13 en la edición en vinilo de 2017)   | Bowie        | 5:13     |  |
| 4.  | «Sarah»                                                          | Jones        | 3:12     |  |
| 5.  | «Chilly Down»                                                    | Bowie        | 3:46     |  |
| 6.  | «Hallucination»                                                  | Jones        | 3:02     |  |

Lado B

| N.º | Título                    | Escritor(es) | Duración |  |
| 7.  | «As the World Falls Down» | Bowie        | 4:51     |  |
| 8.  | «The Goblin Battle»       | Jones        | 3:31     |  |
| 9.  | «Within You»              | Bowie        | 3:30     |  |
| 10. | «Thirteen O'Clock»        | Jones        | 3:08     |  |
| 11. | «Home at Last»            | Jones        | 1:49     |  |
| 12. | «Underground»             | Bowie        | 5:57     |  |

## Personal
- David Bowie – voz, coros, producción
- Arif Mardin – producción
- Trevor Jones – teclados, producción
- Ray Russell – guitarra líder
- Albert Collins – guitarra
- Dann Huff – guitarra
- Paul Westwood – bajo
- Will Lee – bajo
- Matthew Seligman – bajo
- Neil Conti – batería
- Steve Ferrone – batería
- Robbie Buchanan – teclados, sintetizador
- Brian Gascoigne – teclados
- David Lawson – teclados
- Ray Warleigh – saxofón
- Bob Gay - saxofón
- Maurice Murphy – trompeta
- Robin Beck – coros
- Chaka Khan – coros
- Cissy Houston – coros
- Danny John-Jules – coros
- Fonzi Thornton – coros
- Luther Vandross – coros